# المرأة المعجزة

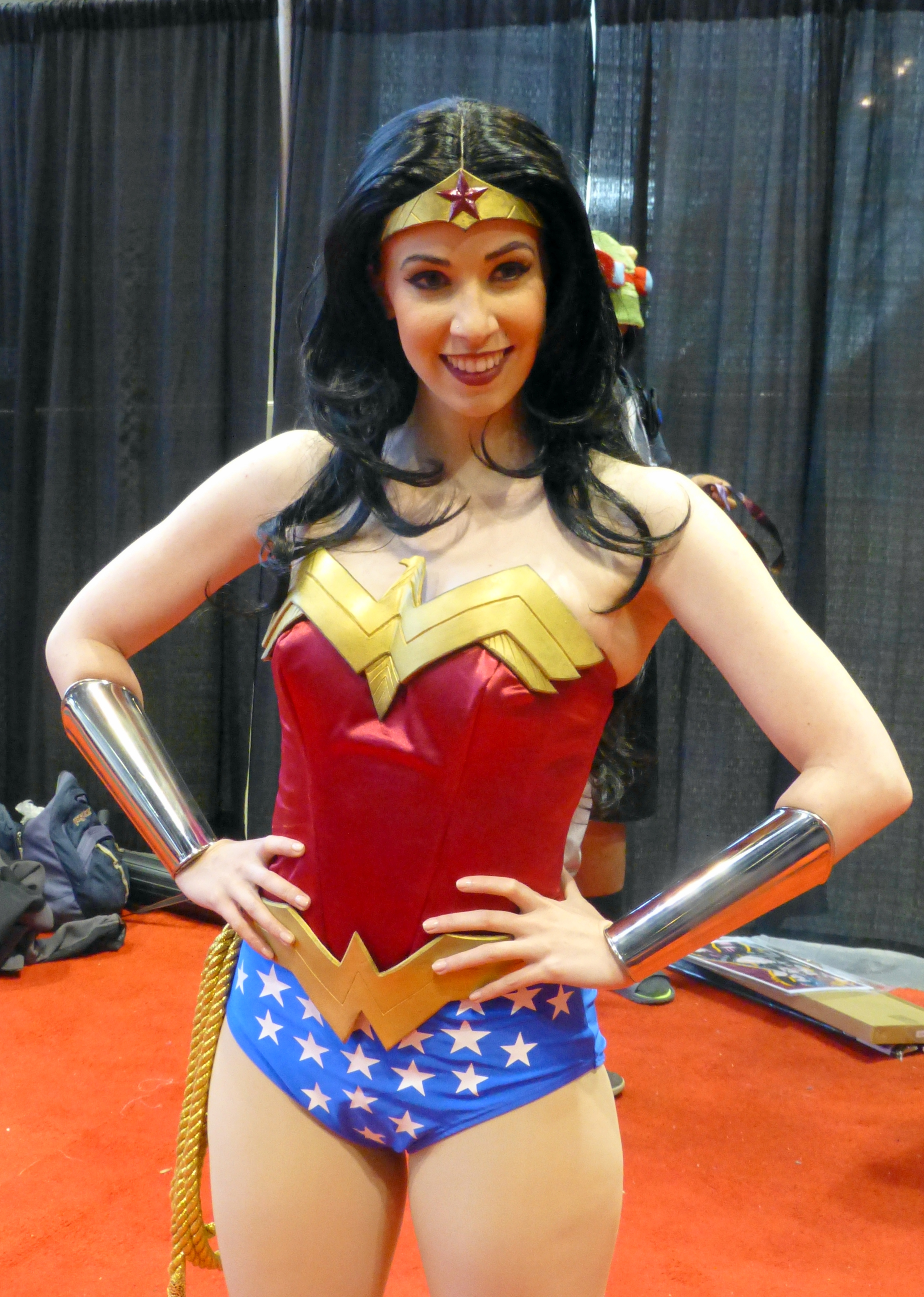
امراة ترتدي زي الامرأة الخارقة

المرأة المعجزة شخصية خيالية وبطلة دي سي كومكس (DC Comics) الخارقة، أنشأها وليام مولتون مارسون (William Moulton Marston) «كشخصية مثالية أنثوية يكمن دورها في استحضار نماذج الأمازون للحب والسلام وكذلك المساوة بين الجنسين .»  بزغ نجمها الأول في سلسلة كتب أول ستار كومكس (All Star Comics) في العدد الثامن (ديسمبر 1941م). تم ترويج لقب المرأة المعجزة من قبل مجلة دي سي كومكس بشكل مستمر باستثناء فترة بسيطة في عام 1986م. المرأة الخارقة الأيقونية الأوسع شعبية والأكثر جدلاً في القصص المصورة، وتعتبر المرأة المعجزة رمزًا أنثويًا.
والمرأة المعجزة هي أميرة محاربة من الأمازونيات (وفقًا لأمازونيات الميثولوجيا الإغريقية)، والتي أنشئها وليام مولتون مارسون. وتُعرف باسم ديانا في موطنها الأصلي ثيمسكيرا. وتعتبر المرأة المعجزة أقوى شخصيات دي سي كومكس الخارقة بجانب الرجل الخارق (سوبرمان) بما تمتلكه من قوى ومهارات إلهية متعددة. وتشتهر المرأة المعجزة بترسانتها السلاحية على رأسها وهق الحقيقة وسوارين غير قابلين للتلف والإكليل الذي يُستخدم كقذيفة والطائرة الخفية والتي ظهرت في بعض القصص.
أثناء الحرب العالمية الثانية، كانت الشخصية تصور قوات المحور العسكرية وتصنيف الأشرار. وبعد ذلك، تكوّن للمرأة المعجزة مجموعة ضخمة من الأعداء التي عزمت على التخلص من الأمازون، على سبيل المثال الأشرار التقليدين مثل الفهد الصياد، وآريز وسرس والأشرار الجدد مثل جينوسايد، وزا سيركل (The Circle) وهيرا (Hera). وظهرت المرأة المعجزة بصورة مستمرة في كتب مصورة تُبرز فرق الأبطال الخارقة المخولين بالعدالة الاجتماعية (جاستس سوسيتي) (ابتداءً من عام 1941م) واتحاد العدالة (جايتس ليج) (ابتداءً من 1960م).
وبالإضافة إلى القصص المصورة، فإن شخصية المرأة المعجزة قد ظهرت في الوسائط الأخرى بصورة لافتة للنظر في الفترة من 1975م وحتى 1979م في المسلسل التليفزيوني المرأة المعجزة بطولة ليندا كارتر وكذلك مسلسلات الرسوم المتحركة مثل سوبر فريندز (Super Friends) وجاستس ليج (Justice League). على الرغم من أن هناك محاولات تسعى لتجسيد هذه الشخصية في فيلم حركة حي، إلا أن هذه المحاولات لم تخرج عن حيز التفكير (development hell). وفي عام 2009م، تم إصدار فيلم رسوم متحركة ببطولة صوتية لكيري روسيل. وفي عام 2011م، قامت أندريا باليكي ببطولة المسلسل التليفزيوني طيار المرأة المعجزة الذي لم يعرض بعد نظرًا «لمسائل تنظيمية». وفي سبتمبر 2012م، قامت شبكة سي دبليو التلفزيونية (CW) صانعي مسلسل سوبرمان سمولفيل (Smallville) بالكشف الستار عن إنتاج مسلسل جديد محتمل عن المرأة المعجزة يُسمى أمازون.

## وصلات خارجية
- Wonder Woman Official website at DC Comics.com
- Origin story of Wonder Woman at DC Comics.com
- Carol A. Strickland's Wonder Woman site
- AmazonArchives.com
- Wonder of Wonders
- Wonder Woman Wiki
- Glen، Joshua (4 أبريل 2004). "Wonder-working Power". The Boston Globe. مؤرشف من الأصل في 2016-03-04.
- Malcom، Andrew H. (18 فبراير 1992). "She's Behind the Match For That Man of Steel". نيويورك تايمز. مؤرشف من الأصل في 2019-12-12.

المرأة المعجزة